# 보라별붓꽃
보라별붓꽃(학명: Isophysis tasmanica 이소피시스 타스마니카[*])는 붓꽃과의 단형 아과인 보라별붓꽃아과(-----亞科, 학명: Isophysidoideae 이소피시도이데아이[*])의 단형 속인 보라별붓꽃속(-----屬, 학명: Isophysis 이소피시스[*])에 속하는 유일한 종이다.